# Delobius pueblanus
Delobius pueblanus är en mångfotingart som beskrevs av Chamberlin 1943. Delobius pueblanus ingår i släktet Delobius och familjen stenkrypare. Inga underarter finns listade i Catalogue of Life.